# Olha Simonova
Olha Serhivna Simonova (en ukrainien : Сімонова Ольга Сергіївна) ou Olga Sergueïvna Simonova (en russe : Симонова Ольга Сергеевна), née le 12 juillet 1988 et morte le 13 septembre 2022 est une sportive russe devenue une soldate ukrainienne.

## Biographie
Dès l'âge de onze ans, elle pratique les sports de combat. Après des études d'ingénieure, elle quitte la Russie, puis  participe en 2013 à la Révolution de la Dignité. En 2014, après l'annexion de la Crimée par la Russie, elle renonce à sa nationalité russe pour devenir ukrainienne.

Sergente dans la 24e brigade mécanisée, elle reçoit en 2022 la Médaille Défenseur de la Patrie. Elle est décorée comme Héros de l'Ukraine en 2023, à titre posthume.